# Milan Golob (režiser)
Milan Golob, slovenski gledališki režiser, * 13. julij 1980, Novo mesto.

## Življenje in delo
Osnovno šolo je zaključil v Brusnicah, srednjo ekonomsko šolo pa v Novem mestu. Prvo je diplomiral leta 2008 na Ekonomski fakulteti, leta 2014 pa še na Akademiji za gledališče, radio, film in televizijo, smer gledališka režija. Leta 2020 je bil imenovan za direktorja Šentjakobskega gledališča v Ljubljani. 

## Režija
- Škofjeloški pasijon, 2015  (Romuald Štandreški)[3][4]
- Maček v žaklju, Loški oder[5]